# Llista de licènids de la península Ibèrica i Balears
En aquesta llista de licènids de la península Ibèrica i Balears hi figuren la totalitat de les espècies de licènids que es poden trobar a la península Ibèrica i les Illes Balears, així com la seva distribució al món, la seva localització al territori peninsular i balear, el seu hàbitat i el seu estat de conservació (EC).
| Nom científic               | Nom comú                         | Distribució                                                                                 | Localització a la península Ibèrica i Balears                                                                | Hàbitat                                                                                               | EC  | Imatge de l'eruga           | Imatge de l'imago           |
| --------------------------- | -------------------------------- | ------------------------------------------------------------------------------------------- | --- | --- | --- | --------------------------- | --------------------------- |
| Agriades glandon            | Blavet de les glaceres           | Pirineus, Alps, nord d'Escandinàvia, Àsia àrtica i Amèrica del Nord àrtica.                 | Pirineus. | Terrenys rocosos amb herba curta.                                                                     | ... | Agriades glandon            | Agriades glandon            |
| Agriades pyrenaicus         | -                                | Picos de Europa, Pirineus, Balcans i punts de Grècia, Turquia i Transcaucàsia.              | Picos de Europa i Pirineus.                                                                                  | Prats d'herba baixa, normalment rocosos.                                                              | ... | Agriades pyrenaicus         | Agriades pyrenaicus         |
| Agriades zullichi           | -                                | Serra Nevada.                                                                               | Serra Nevada.                                                                                                | Depressions de terreny i petits barrancs exposats al vent i amb vegetació baixa.                      | ... | Agriades zullichi           | Agriades zullichi           |
| Aricia cramera              | Moreneta meridional              | Nord-oest d'Àfrica i sud-oest d'Europa.                                                     | Arreu. | Llocs secs, normalment en terreny calcari.                                                            | ... | Aricia cramera              | Aricia cramera              |
| Aricia montensis            | Moreneta de muntanya             | Marroc i sud-oest d'Europa.                                                                 | Generalment regions muntanyoses d'Espanya.                                                                   | Llocs càlids, herbosos o rocosos, sobre terreny calcari.                                              | ... | Aricia montensis            | Aricia montensis            |
| Aricia morronensis          | Moreneta ibèrica                 | Principals serres de la península Ibèrica.                                                  | Principals serres peninsulars.                                                                               | Terreny rocós amb vegetació dispersa.                                                                 | ... | Aricia morronensis          | Aricia morronensis          |
| Aricia nicias               | Moreneta grisa                   | Pirineus, Alps, Escandinàvia i oest i sud de Sibèria.                                       | Pirineus. | Prats càlids humits entre boscos.                                                                     | ... | Aricia nicias               | Aricia nicias               |
| Cacyreus marshalli          | Barrinadora dels geranis         | Sud d'Àfrica i introduïda al sud d'Europa.                                                  | Arreu. | Ambients urbans.                                                                                      | ... | Cacyreus marshalli          | Cacyreus marshalli          |
| Callophrys avis             | Verdeta d'ull ros                | Nord-oest d'Àfrica i sud-oest d'Europa.                                                     | Zones del sud peninsular, Terol i oest de Catalunya.                                                         | Zones arbustives seques amb Arbutus unedo.                                                            | ... | Callophrys avis             | Callophrys avis             |
| Callophrys rubi             | Verdeta d'ull blanc              | Nord d'Àfrica, Europa, Turquia i Rússia.                                                    | Arreu. | Qualsevol.                                                                                            | ... | Callophrys rubi             | Callophrys rubi             |
| Celastrina argiolus         | Blaveta de l'heura               | Nord d'Àfrica, Europa, Orient Mitjà, centre d'Àsia fins al Japó i Nord-amèrica.             | Arreu. | Qualsevol, preferentment zones més humides.                                                           | ... | Celastrina argiolus         | Celastrina argiolus         |
| Cupido alcetas              | Cuetes                           | sud d'Europa, Turquia, Sud de Sibèria, Urals i Massís de l'Altai.                           | Pirineus i altres punts del nord de Catalunya.                                                               | Clars de boscs caducifolis oberts.                                                                    | ... | Cupido alcetas              | Cupido alcetas              |
| Cupido argiades             | Cuetes de taques taronges        | Des d'Europa (excepte el nord) fins al Japó.                                                | Nord peninsular.                                                                                             | Zones arbustives amb flors, marges herbosos i clars de boscs.                                         | ... | Cupido argiades             | Cupido argiades             |
| Cupido carswelli            | -                                | Sud d'Espanya.                                                                              | Zones muntanyoses del sud-est peninsular.                                                                    | Zones herboses seques sobre sòl calcari.                                                              | NA  | Cupido carswelli            | Cupido carswelli            |
| Cupido lorquinii            | -                                | Marroc, Algèria i sud peninsular.                                                           | Punts propers a la costa del sud peninsular.                                                                 | Zones herboses seques sobre sòl calcari.                                                              | ... | Cupido lorquinii            | Cupido lorquinii            |
| Cupido minimus              | Cupido menut                     | Europa, Turquia i nord d'Àsia.                                                              | Catalunya, Pirineus, Serralada Cantàbrica i Serra de Gredos.                                                 | Clars de bosc, llocs herbosos i rocosos...                                                            | ... | Cupido minimus              | Cupido minimus              |
| Cupido osiris               | Cupido blau                      | sud d'Europa, Turquia i centre d'Àsia.                                                      | Colònies disperses per la meitat oriental de la Península.                                                   | Clars de bosc, llocs herbosos i rocosos...                                                            | ... | Cupido osiris               | Cupido osiris               |
| Cyaniris semiargus          | Cobalt                           | Marroc, Europa, Orient Mitjà i centre d'Àsia.                                               | Principals serres de la Península i Donyana.                                                                 | Llocs herbosos amb flors i clars de boscos, generalment en zones humides.                             | ... | Cyaniris semiargus          | Cyaniris semiargus          |
| Eumedonia eumedon           | Moreneta torrentera              | Europa, Turquia, Mongòlia, Tian Shan i Massís de l'Altai.                                   | Principals serres excepte Serra Nevada.                                                                      | Clars de bosc càlids, prats alpins, llocs secs o humits.                                              | ... | Eumedonia eumedon           | Eumedonia eumedon           |
| Glaucopsyche alexis         | Turquesa                         | Algèria, Tunísia, Europa i centre d'Àsia.                                                   | Arreu excepte el sud-oest peninsular.                                                                        | Marges amb flors, clars de bosc, prats humits...                                                      | ... | Glaucopsyche alexis         | Glaucopsyche alexis         |
| Glaucopsyche melanops       | Turquesa meridional              | Nord-oest d'Àfrica i sud-oest d'Europa.                                                     | Arreu excepte zones del cantàbric, sud-oest peninsular i Balears.                                            | Zones de vegetació ruderal, boscs oberts...                                                           | ... | Glaucopsyche melanops       | Glaucopsyche melanops       |
| Hamearis lucina             | Papallona de la prímula          | Des del centre d'Espanya a través d'Europa fins als Urals.                                  | Zones muntanyoses del nord i centre d'Espanya.                                                               | Clars de bosc herbosos amb flors.                                                                     | ... | Hamearis lucina             | Hamearis lucina             |
| Iolana iolas                | Blaveta de l'espantallops        | Nord-oest d'Àfrica, sud d'Europa, Turquia i l'Iran.                                         | Poblacions aïllades al sud i est peninsular.                                                                 | Llocs arbustius, secs, normalment en terreny calcari.                                                 | ... | Iolana iolas                | Iolana iolas                |
| Kretania hesperica          | -                                | Centre i sud de la península Ibèrica.                                                       | Llocs aïllats del centre peninsular i Granada.                                                               | Barrancs secs i rocosos, llocs herbosos i secs en clars de bosc...                                    | ... | Kretania hesperica          | Kretania hesperica          |
| Laeosopis roboris           | Morada del freixe                | Sud-oest d'Europa.                                                                          | Colònes aïllades distribuïdes per tota la península.                                                         | Xones obertes, amb arbusts, flors i freixes.                                                          | ... | Laeosopis roboris           | Laeosopis roboris           |
| Lampides boeticus           | Blaveta dels pèsols              | Zones temperades d'Àfrica, Europa, Àsia i Oceania.                                          | Arreu. | Qualsevol.                                                                                            | ... | Lampides boeticus           | Lampides boeticus           |
| Leptotes pirithous          | Blaveta estriada                 | Nord d'Àfrica, sud i centre d'Europa, Orient Mitjà, centre d'Àsia i Índia.                  | Arreu. | Qualsevol.                                                                                            | ... | Leptotes pirithous          | Leptotes pirithous          |
| Lycaena alciphron           | Coure tornassol                  | Marroc, Europa, Turquia, Iran, sud de Sibèria i Mongòlia.                                   | Zones muntanyoses del nord peninsular.                                                                       | Barrancs i depressions amb flors.                                                                     | ... | Lycaena alciphron           | Lycaena alciphron           |
| Lycaena bleusei             | -                                | Espanya i Portugal.                                                                         | Zones muntanyoses del centre i oest peninsular.                                                              | Clarianes herboses en boscos esclarissats d'alzina i roure, pastures i àrees obertes en pinedes.      | ... | Lycaena bleusei             | Lycaena bleusei             |
| Lycaena helle               | Coure violeta                    | Centre i nord d'Europa i nord d'Àsia.                                                       | Pirineus i Picos de Europa.                                                                                  | Prats inundables i zones pantanoses.                                                                  | ... | Lycaena helle               | Lycaena helle               |
| Lycaena hippothoe           | Coure de mollera                 | Europa i centre i sud de Sibèria.                                                           | Principals serres del nord peninsular.                                                                       | Prats inundables i torberes en vessants de muntanyes.                                                 | ... | Lycaena hippothoe           | Lycaena hippothoe           |
| Lycaena phlaeas             | Coure comú                       | Nord d'Àfrica, Europa, Àsia temperada i nord-est de Nord-amèrica.                           | Arreu. | Qualsevol.                                                                                            | ... | Lycaena phlaeas             | Lycaena phlaeas             |
| Lycaena tityrus             | Coure fosc                       | Europa, Turquia, Sibèria i Kazakhstan.                                                      | Serres del centre peninsular, Pirineus i Serralada Cantàbrica.                                               | Prats, clars de bosc...                                                                               | ... | Lycaena tityrus             | Lycaena tityrus             |
| Lycaena virgaureae          | Coure roent                      | Europa, Turquia i centre d'Àsia.                                                            | Regions concretes del centre i nord d'Espanya.                                                               | Clars de boscos humits i torberes en zones boscoses.                                                  | ... | Lycaena virgaureae          | Lycaena virgaureae          |
| Favonius quercus            | Morada                           | Nord d'Àfrica, Orient Mitjà, Rússia i Kazakhstan.                                           | Arreu excepte Balears.                                                                                       | Zones arbustives i boscs secs de Quercus.                                                             | ... | Favonius quercus            | Favonius quercus            |
| Lysandra albicans           | Blaveta pàl·lida                 | Marroc i Espanya.                                                                           | Arreu excepte Portugal, zones de l'oest peninsular i Balears.                                                | Llocs rocosos i secs amb vegetació dispersa.                                                          | ... | Lysandra albicans           | Lysandra albicans           |
| Lysandra bellargus          | Blaveta lluent                   | Europa, Turquia, Iraq, Iran i el Caucas.                                                    | Arreu (possiblement absent a Mallorca i Menorca).                                                            | Zones herboses i seques sobre terreny calcari.                                                        | ... | Lysandra bellargus          | Lysandra bellargus          |
| Lysandra caelestissima      | -                                | Meitat est d'Espanya.                                                                       | Centre-est peninsular.                                                                                       | Pendents, barrancs, depressions protegides, clars de pinars amb herba baixa... Sobre terreny calcari. | ... | Lysandra caelestissima      | Lysandra caelestissima      |
| Lysandra coridon            | Griseta de muntanya              | Europa.                                                                                     | Nord d'Espanya i alguna regió del centre.                                                                    | Zones seques, arbustives, amb flors i herba baixa; sobre terreny calcari.                             | ... | Lysandra coridon            | Lysandra coridon            |
| Lysandra hispana            | Griseta mediterrània             | Sud-oest d'Europa.                                                                          | Meitat est peninsular.                                                                                       | Llocs herbosos, secs, amb matolls; sobre terreny calcari.                                             | ... | Lysandra hispana            | Lysandra hispana            |
| Phengaris alcon             | Formiguera petita                | Europa, Turquia, Sibèria, Kazakhstan i Mongòlia.                                            | Galícia, País Basc, Serralada Cantàbrica i província de Sòria.                                               | Zones humides.                                                                                        | ... | Phengaris alcon             | Phengaris alcon             |
| Phengaris arion             | Formiguera gran                  | Europa, Turquia, Rússia, Kazakhstan, Xina, Mongòlia i Japó.                                 | Zones del nord i centre d'Espanya.                                                                           | Zones arbustives, seques i herboses i clars de bosc.                                                  | ... | Phengaris arion             | Phengaris arion             |
| Phengaris nausithous        | -                                | Europa central, Espanya, Turquia, Urals, Caucas i Massís de l'Altai.                        | Reductes del nord i centre d'Espanya.                                                                        | Prats muntanyosos amb abundància de la seva planta nutrícia.                                          | ... | Phengaris nausithous        | Phengaris nausithous        |
| Plebejus argus              | Blavet                           | Europa i l'Àsia temperada.                                                                  | Arreu excepte zones del centre i sud-oest peninsular i Balears.                                              | Qualsevol.                                                                                            | ... | Plebejus argus              | Plebejus argus              |
| Plebejus idas               | Blavet de muntanya               | Europa, nord d'Àsia i Nord-amèrica.                                                         | Dispersa per serres de la península i zones del nord.                                                        | Qualsevol.                                                                                            | ... | Plebejus idas               | Plebejus idas               |
| Polyommatus amandus         | Blaveta de la garlanda           | Nord d'Àfrica, Europa excepte al nord-oest i oest d'Àsia.                                   | Sierra Nevada, Serralada Cantàbrica, Pirineus, Serra de Guadalupe, Montes Universales i Serra de la Demanda. | Llocs càlids, herbosos, humits i amb abundància de plantes nutrícies.                                 | ... | Polyommatus amandus         | Polyommatus amandus         |
| Polyommatus celina          | Blaveta comuna africana          | sud d'Europa i nord-oest d'Àfrica.                                                          | ? | ? | ... | Polyommatus celina          | Polyommatus celina          |
| Polyommatus damon           | Blaveta de ratlla blanca         | Europa, Turquia, Mongòlia i Massís de l'Altai.                                              | Nord d'Espanya.                                                                                              | boscs oberts, prats, barrancs i pendents herboses.                                                    | ... | Polyommatus damon           | Polyommatus damon           |
| Polyommatus daphnis         | Blaveta del fistó                | sud d'Europa i Orient Mitjà.                                                                | Dispersa en poblacions aïllades al nord-oest peninsular.                                                     | Zones herboses o arbustives, normalment sobre terreny calcari.                                        | ... | Polyommatus daphnis         | Polyommatus daphnis         |
| Polyommatus dorylas         | Blaveta de la vulnerària         | Sud i centre d'Europa, Turquia i Transcaucàsia.                                             | Nord i centre peninsular, preferentment en llocs muntanyosos.                                                | Llocs herbosos amb flors, pendents d'alta muntanya... Sobre terreny calcari.                          | ... | Polyommatus dorylas         | Polyommatus dorylas         |
| Polyommatus eros            | Blaveta alpina                   | Zones muntanyoses d'Europa, Turquia i Nord-oest i centre d'Àsia.                            | Pirineus. | Pendents herboses amb flors sobre teerreny calcari.                                                   | ... | Polyommatus eros            | Polyommatus eros            |
| Polyommatus escheri         | Blaveta de l'astràgal            | sud d'Europa i Marroc.                                                                      | Meitat est peninsular i Serralada Cantàbrica.                                                                | Zones rocoses amb flors.                                                                              | ... | Polyommatus escheri         | Polyommatus escheri         |
| Polyommatus fabressei       | -                                | Espanya.                                                                                    | Centre-est de la península.                                                                                  | Barrancs rocosos amb arbusts i pendents herboses i càlides.                                           | ... | Polyommatus fabressei       | Polyommatus fabressei       |
| Polyommatus fulgens         | Griseta de vellut                | Nord d'Espanya.                                                                             | Zona central del nord d'Espanya.                                                                             | Llocs herbosos i arbustius, secs i clars de bosc.                                                     | ... | Polyommatus fulgens         | Polyommatus fulgens         |
| Polyommatus golgus          | -                                | Serra Nevada.                                                                               | Serra Nevada.                                                                                                | Pendents exposades, amb vegetació baixa i dispersa.                                                   | ... | Polyommatus golgus          | Polyommatus golgus          |
| Polyommatus icarus          | Blaveta comuna                   | Europa, nord d'Àfrica, Orient Mitjà i Àsia temperada.                                       | Arreu. | Qualsevol.                                                                                            | ... | Polyommatus icarus          | Polyommatus icarus          |
| Polyommatus nivescens       | Blaveta nívia                    | Península Ibèrica.                                                                          | Meitat est peninsular i alguns reductes del nord-oest.                                                       | Terrenys calcaris, rocosos, càlids i secs.                                                            | ... | Polyommatus nivescens       | Polyommatus nivescens       |
| Polyommatus ripartii        | Marroneta de vellut              | sud d'Europa, Polònia, Turquia, sud dels Urals i de Sibèria, Tian Shan i Massís de l'Altai. | Nord de la península Ibèrica.                                                                                | Llocs secs amb arbusts i herbosos i de vegades en boscos poc densos.                                  | ... | Polyommatus ripartii        | Polyommatus ripartii        |
| Polyommatus sagratrox       | -                                | Serra de la Sagra.                                                                          | Serra de la Sagra.                                                                                           | Pendents abruptes i seques, amb vegetació baixa i dispersa, sobre terreny calcari.                    | NA  | Polyommatus sagratrox       | Polyommatus sagratrox       |
| Polyommatus thersites       | Blaveta de la trepadella         | Marroc, sud d'Europa, Orient Mitjà, Caucas, sud dels Urals i Tian Shan.                     | Sud de Portugal i Espanya; absent a gran part de les mesetes i a Balears.                                    | Llocs càlids i secs, rocosos i amb arbusts, clars herbosos, prats i cultius abandonats.               | ... | Polyommatus thersites       | Polyommatus thersites       |
| Polyommatus violetae        | -                                | Sud d'Espanya.                                                                              | Màlaga, Granada, Jaén i Albacete.                                                                            | Llocs herbosos amb flors.                                                                             | ... | Polyommatus violetae        | Polyommatus violetae        |
| Pseudophilotes abencerragus | -                                | Sud de la península Ibèrica, nord-oest d'Àfrica, Egipte, Israel, Jordània i oest d'Aràbia.  | Zones molt localitzades del centre i sud peninsular.                                                         | Llocs secs i amb flors, normalment amb cobertura arbustiva poc densa.                                 | ... | Pseudophilotes abencerragus | Pseudophilotes abencerragus |
| Pseudophilotes baton        | Blaveta del serpoll              | Sud i centre d'Europa.                                                                      | Nord peninsular.                                                                                             | Llocs herbosos, secs i amb flors, pendents protegides i barrancs predegosos.                          | ... | Pseudophilotes baton        | Pseudophilotes baton        |
| Pseudophilotes panoptes     | Blaveta de la farigola           | Península Ibèrica.                                                                          | Arreu excepte zones del nord i Balears.                                                                      | Llocs herbosos, secs i amb flors, pendents protegides i barrancs predegosos.                          | ... | Pseudophilotes panoptes     | Pseudophilotes panoptes     |
| Satyrium acaciae            | Marroneta de l'aranyoner         | sud d'Europa, Turquia i sud de Rússia.                                                      | Nord d'Espanya i Monts Universals.                                                                           | Qualsevol.                                                                                            | ... | Satyrium acaciae            | Satyrium acaciae            |
| Satyrium esculi             | Marroneta de l'alzina            | Nord d'Àfrica i sud-oest d'Europa.                                                          | Arreu excepte zones del nord i Balears.                                                                      | Boscs caducifolis o mixtos, prats amb flors...                                                        | ... | Satyrium esculi             | Satyrium esculi             |
| Satyrium ilicis             | Marroneta del roure              | Europa, Turquia, Israel, Liban i nord-oest d'Àsia.                                          | Zones del nord, centre i est de la península.                                                                | Allà on hi siguin les seves nutrícies.                                                                | ... | Satyrium ilicis             | Satyrium ilicis             |
| Satyrium pruni              | Marroneta de l'aranyoner aranesa | Europa, sud de Sibèria, Corea, Mongòlia i Japó.                                             | Est del Pirineu.                                                                                             | Zones arbustives amb Prunus spinosa, clars assolellats i marges de boscos caducifolis.                | ... | Satyrium pruni              | Satyrium pruni              |
| Satyrium spini              | Marroneta de la taca blava       | Sud i centre d'Europa, Turquia, Liban, Iraq i l'Iran.                                       | Arreu. | Zones arbustives, herboses, prats de muntanya...                                                      | ... | Satyrium spini              | Satyrium spini              |
| Satyrium w-album            | Marroneta de l'om                | Europa, Turquia, Kazakhstan i Japó.                                                         | Nord peninsular.                                                                                             | Boscos madurs amb clars assolellats.                                                                  | ... | Satyrium w-album            | Satyrium w-album            |
| Scolitantides orion         | Blaveta del crespinell           | Sud i est d'Europa, Turquia i centre d'Àsia fins Japó.                                      | Zones concretes de l'est peninsular.                                                                         | Llocs molt càlids i secs i sobre terreny calcari: barrancs, herbassars...                             | ... | Scolitantides orion         | Scolitantides orion         |
| Tarucus theophrastus        | -                                | Sud d'Espanya, Nord d'Àfrica fins l'equador i sud-oest d'Aràbia.                            | Costa sud-oest espanyola.                                                                                    | Zones amb vegetació ruderal, seques i càlides, normalment amb arbusts, en àrees cultivades.           | ... | Tarucus theophrastus        | Tarucus theophrastus        |
| Thecla betulae              | Tecla                            | Des d'Europa fins a Corea.                                                                  | Franja septentrional peninsular i Sierra de Gata.                                                            | Bosc caducifoli i matollar alternat amb clars assolellats.                                            | ... | Thecla betulae              | Thecla betulae              |
| Tomares ballus              | Coure verdet                     | Nord-oest d'Àfrica i sud-oest d'Europa.                                                     | Centre, sud i est peninsular.                                                                                | Zones obertes i seques, prats i pendents amb herba baixa.                                             | ... | Tomares ballus              | Tomares ballus              |
| Zizeeria knysna             | Blaveta africana                 | Nord d'Àfrica, zones del sud d'Europa, Orient Mitjà, sud d'Àsia i Austràlia.                | Sud de la península i zones aïllades del centre i nord.                                                      | Llocs humits en barrancs càlids, clars humits de boscos de ribera i oasis.                            | ... | Zizeeria knysna             | Zizeeria knysna             |